# Paweł Łuczak
Paweł Łuczak (ur. 11 stycznia 1892 w Łucku, zm. 9–11 kwietnia 1940 w Katyniu) – major piechoty Wojska Polskiego, kawaler Orderu Virtuti Militari, ofiara zbrodni katyńskiej.

## Życiorys
Syn Piotra i Emilii z Rusaków, urodzony 11 stycznia 1892 w Łucku na Wołyniu. Absolwent gimnazjum w Łucku. W 1913 ukończył Szkołę Żeglugi Rzecznej w Kijowie i został zastępcą kapitana statku na Dnieprze. Powołany do armii rosyjskiej. Po ukończeniu szkoły oficerskiej w Odessie wysłany na front austriacki. Po wyjściu z niewoli, w 1919 wstąpił do Wojska Polskiego i został przydzielony do 15 pułku piechoty. Walczył  na froncie ukraińskim. W 1921 został uhonorowany Krzyżem Srebrnym Orderu Wojskowego Virtuti Militari, a we wniosku o nadanie tego odznaczenia, napisano:

W bitwie pod Łubiną 29 sierpnia 1920 r., kiedy otoczony pułk narażony był na atak kawalerii bolszewickiej, z własnej inicjatywy uderzył dwoma sekcjami na kawalerię w sile trzech szwadronów. Rozbił ją biorąc jeńców i konie, dzięki czemu pozycja mogła być utrzymana. Pod Stepankowiczami 5 września 1920 r. przyczynił się do rozbicia kawalerii na lewym skrzydle.

Po zakończeniu wojny do 1929 służył w 15 pp. 2 kwietnia 1929 został mianowany majorem ze starszeństwem z 1 stycznia 1929 i 67. lokatą w korpusie oficerów piechoty. W lipcu tego roku został przeniesiony do 54 pułku piechoty w Tarnopolu na stanowisko dowódcy batalionu. W październiku 1931 został przeniesiony do 24 pułku piechoty w Łucku na stanowisko kwatermistrza. Na tym stanowisku pozostawał do 1938, a w następnym roku objął stanowisko II zastępcy dowódcy 39 pułku piechoty.
Po wybuchu II wojny światowej i agresji ZSRR na Polskę z 17 września 1939, w czasie kampanii wrześniowej, w nieznanych okolicznościach dostał się do niewoli sowieckiej. W kwietniu 1940 znajdował się na liście jeńców w obozie w Kozielsku. Między 7 a 9 kwietnia 1940 został przekazany do dyspozycji naczelnika Zarządu NKWD Obwodu Smoleńskiego – lista wywózkowa  017/2 z 5 kwietnia 1940, pozycja 9. Między 9 a 11 kwietnia 1940 został zamordowany w Katyniu przez funkcjonariuszy Obwodowego Zarządu NKWD w Smoleńsku oraz pracowników NKWD przybyłych z Moskwy na mocy decyzji Biura Politycznego KC WKP(b) z 5 marca 1940. Ofiary tej zbrodni grzebano w bezimiennych mogiłach zbiorowych, gdzie od 28 lipca 2000 mieści się oficjalnie Polski Cmentarz Wojenny w Katyniu. W miejscu tym prowadzone były ekshumacje i prace archeologiczne. W 1943 jego ciało zostało zidentyfikowane w toku ekshumacji nadzorowanych przez Niemców pod numerem 1717 – dosłownie opisany jako Lucztag (?) Pawel (raport dzienny z 12 maja 1943). Przy jego szczątkach znaleziono: listy, kartę pocztową i kalendarz kieszonkowy. Figuruje na liście Komisji Technicznej PCK pod numerem 01717, wskazany jako Luczak Paweł. W Archiwum Robla w pakiecie 35-01, figuruje w spisie nazwisk oficerów – jeńców obozu w Kozielsku – sporządzonym ołówkiem na marginesach dokumentacji medycznej kpt. Henryka Wdówki, dołączonej do materiałów znalezionych przy szczątkach Augustyna Łodykowskiego.
Był żonaty z Julią z Fabiańczuków, miał dwoje dzieci.
5 października 2007 minister obrony narodowej Aleksander Szczygło mianował go pośmiertnie na stopień podpułkownika. Awans został ogłoszony 9 listopada 2007 w Warszawie, w trakcie uroczystości „Katyń Pamiętamy – Uczcijmy Pamięć Bohaterów”.

## Awanse
- podporucznik – 1919
- porucznik – 1921
- kapitan – 1922

## Ordery i odznaczenia
- Krzyż Srebrny Orderu Wojskowego Virtuti Militari nr 4513 – 1921[4]
- Krzyż Walecznych – dwukrotnie[1]
- Złoty Krzyż Zasługi – 19 marca 1936[24]

## Upamiętnienie
W ramach akcji „Katyń... pamiętamy” / „Katyń... Ocalić od zapomnienia”, w Zespole Szkół w Pichlicach został zasadzony Dąb Pamięci dla uhonorowania Pawła Łuczaka.